# Micragasma paradoxum
Micragasma paradoxum är en skalbaggsart som beskrevs av Sahlberg 1900. Micragasma paradoxum ingår i släktet Micragasma och familjen vattenbrynsbaggar. Inga underarter finns listade i Catalogue of Life.